# ウェンデル・ブラウン
ウェンデル・ブラウン（英語: Wendell Brown）とは、アメリカ合衆国のコンピューターサイエンティスト、起業家、発明家。電気通信、インターネットテクノロジー、コンピュータセキュリティ、スマートフォンアプリ開発、「モノのインターネット」などにおけるイノベーションで最もよく知られている。 Teleo、LiveOps、eVoiceなど複数の優れたテクノロジー企業の創設者。

## 起業家
ギグエコノミーや在宅勤務の仮想ネットワーク（バーチャルワーク）業界のパイオニアとして知られている。2002年に会長及び最高技術責任者としてLiveOpsを共同設立した。 LiveOpsは コカ・コーラ、ピザハット、eBayなどの企業に向けてコールセンターソリューションやソーシャルメディア・マネジメントを構築。2016年7月の時点で、 LiveOpsは2万人を超える世界最大数の在宅勤務社員をコールエージェントとして雇用。このクラウドプラットフォームは10億分以上のカスタマーサービスコールを処理した。
2015年にはコンピュータセキュリティ企業のAveronを設立し、モバイルテクノロジーに基づいたフリクションレスのアイデンティティ管理ソリューションを開発した。2016年3月にカナダのバンクーバーで開催されたグローバル・テド・カンファレンス (TED (カンファレンス) のメインステージでAveronはコンピュータセキュリティソリューションのコンセプトを紹介。TelefónicaはAveronと技術提携を結ぶことを発表した。
さらに2011年には、ハイアットホテルアンドリゾーツ（Hyatt Hotels）、フォーシーズンズホテル（Four Seasons Hotels） 、ザ・コーヒービーン & ティーリーフ（The Coffee Bean & Tea Leaf）などを含むグローバル・フランチャイズも使用する高効率LEDライト技術の開発で知られるNularisを共同設立した。
2006年に共同設立した Teleoは Skype初期の競合会社で、IP電話アプリの開発によりユーザーがインターネットを経由して通話することを可能にした。  Teleoは マイクロソフトに吸収され、2006年にマイクロソフトのMSNグループの一部となった。
また、eVoiceの共同設立者兼会長として、2000年に eVoiceのボイスメール（留守番電話）プラットフォームを開発。これは世界初の大規模なインターネットを経由した留守番電話システムである。 留守番電話をメールに送る技術、ビジュアルボイスメール、自動番号通知技術 など、最も初期の「アプリ」として認識されるイノベーションの数々を生み出した。これらの技術はのちにGoogle Voice や Appleにより展開された。 eVoiceのボイスメールソリューションはAT&T、 MCI、AOLの他、地方の電話会社に供給された。2001年にeVoiceはAOL タイム・ワーナー に吸収され、AOLタイム・ワーナーのボイスサービスグループと合併した。
2002年、テクノロジーマガジンのMicroTimesによりアメリカ合衆国のコンピューター業界を率いる会社重役の上位100人の1人として選ばれた。
シリコンバレーのエンジェル投資家の1人として、Appeo、ADISN、MOEO、IronPort などの優秀なスタートアップ企業のファンドレイジングをサポートした。IronPortは2007年に8.3億USドルでCisco Systemsにより買収されている。

## ソフトウェア開発者

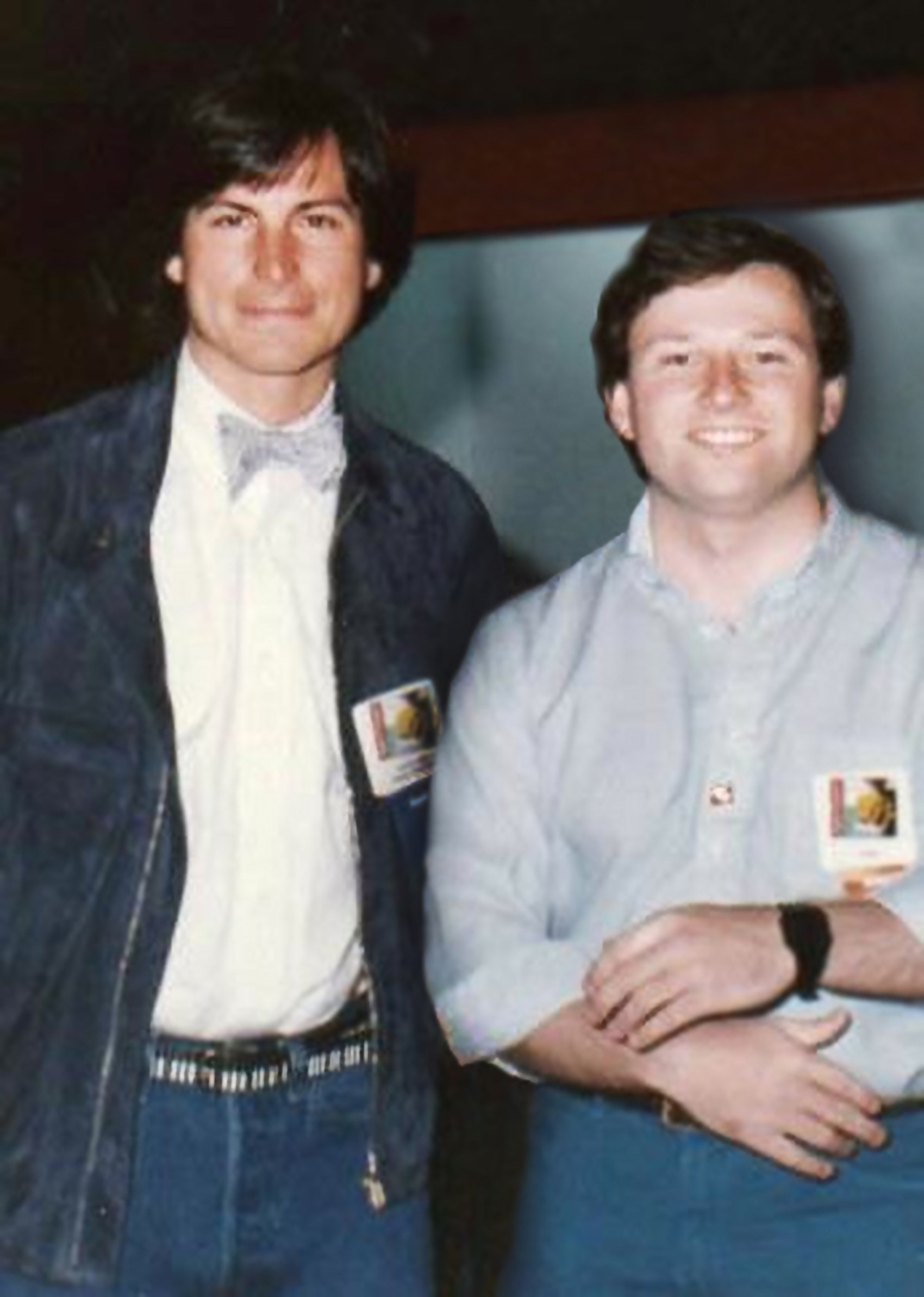
ブラウンが発明したMacintosh用Hippo-Cソフトウェアのリリースイベントを祝っているスティーブ・ジョブズ とウェンデル・ブラウン, 1984年

コンピュータセキュリティソフトウェアの最も初期の開発者の1人であるブラウンは、1996年に WalkSoftlyを設立し、大量市場に向けたPC用のコンピュータセキュリティプログラムソフトウェア販売の第一人者となった。1997年に開発した WalkSoftlyの革新的なインターネットセキュリティパッケージ「Guard Dog」は1990年代に発表されたセキュリティ製品イノベーションの上位4品のうちの1つとしてソフトウェア出版社協会により表彰された。また、歴史上最も販売数の多いリテールセキュリティソフトウェア製品の上位10品のうちの1つに、PC Dataにより選ばれてもいる。
1980年代に設立した Hippopotamus Softwareは アップル (企業) Macintoshの初期のソフトウェア開発会社である。ブラウンの開発した「Hippo-C」Cコンパイラは MacintoshとAtariのSTコンピュータ・システムのソフトウェア開発環境の最も優秀なものとして業界を先導した。
旧式ビデオゲームファンからは、 Imagicからリリースした複数のベストセラー・ゲームのデザインとプログラミングを手がけた人物として知られている。これらの作品には、コレコビジョン（ ColecoVision）用に制作された 「Star Wars」や、マテル社（Mattel'）のインテレビジョン（Intellivision）用に制作された「Beauty & the Beast」 「Nova Blast」 、 「Moonsweeper」 などが含まれる。
1980年代半ば、スプライシングテープを使用した従来の録音編集の方法を覆す、ハードディスクレコーディングシステムのパイオニア製品であるADAP SoundRackシステムを開発した。ADAPシステムはハリウッド映画やテレビ番組のサウンドトラックの制作に使用された。この中にはBorn on the Fourth of July（邦題『7月4日に生まれて』）、Honey, I Shrunk the Kids（邦題『ミクロキッズ』）、Die Hard（邦題『ダイ・ハード』）、The Cosby Show（邦題『コスビー・ショウ』）、Falcon Crest、Beverly Hills 90210（邦題『ビバリー・ヒルズ高校白書』）のパイロット版などのサウンドトラックが含まれる。また、Peter Gabriel（ピーター・ガブリエル）、Fleetwood Mac（フリートウッド・マック）、 The Pointer Sisters（ポインター・シスターズ）、Mötley Crüe（モトリー・クルー）、David Bowie（デヴィッド・ボウイ）、Natalie Cole（ナタリー・コール）他 数々のレコーディングアーティストもADAPを使用している。 ADAP技術を活用し、ブラウンはウォルト・ディズニー・カンパニー（The Walt Disney Company ）や東芝の音楽プロジェクトのコンサルタントを務めた。また、のちに電気通信の暗号技術の専門家としてナショナルセミコンダクター（National Semiconductor）と提携してDS３アルゴリズムのハードウェア実装のサポートも務めた。

## 発明者
2012年1月、スイスのダボスで開催された世界経済フォーラム（World Economic Forum）において、ブラウンの開発した省エネルギー技術がテクノロジー・パイオニア・アワードにノミネートされた。同年5月、スマートフォンアプリの技術開発でCTIAのスマートフォン新技術アワード（CTIA Smartphone Emerging Technology Award）を受賞。
2008年には、携帯電話を使って食事の量を計算し健康維持を促すアプリ、「WebDiet」を開発した。 WebDietアプリはカロリー計算をして食事制限コーチングを自動化した初めてのアプリとして知られている。
コンピュータセキュリティ、電気通信、携帯電話アプリ、仮想ネットワーク（バーチャルワーク）、電気自動車、LED照明、３Dカメラ、再生可能燃料、及び音楽ネット配信などの分野での開発で多数のアメリカ合衆国特許と国際特許を取得している。

## 幼少時代と教育
ニューヨーク州オネオンタで育ち、オネオンタ・ハイスクールを卒業。  高校在学中にプログラミングを開始、パソコン・システムを販売し、マイクロコンピューター雑誌、バイト（BYTE）に初めてコンピューター関連の記事を寄稿した。2013年にはビジネス・技術分野での業績を称えて、オネオンタ・ハイスクールはブラウンに名誉賞を授与。同校の壁に名前が刻まれた。
1982年、コーネル大学を卒業。 電気工学とコンピューターサイエンスの分野で理学士号を取得した。 コーネル大学在学中に「ヒューズ・エアクラフト・理学士号学生フェローシップ」という賞を授与された。

## 私生活
ブラウンが講演家、テクノロジー関連の審査員、アドバイザーなどとして活躍するコミュニティーには、イスラエル・カンファレンス（Israel Conference）、 世界経済フォーラム、TED、Google 及び MIT のハッカソン 、デジタル・ライフ・デザイン（Digital Life Design）ミュンヘン及びDLDテルアビブ・カンファレンス、ダブリン・ウェブサミット テッククランチ（TechCrunch）、CTIAワイヤレス（CTIA - The Wireless Associationは、AlwaysOn(（「グローバルシリコンバレー・ネットワーキング）、 エルFinanciero(ブルームバーグ)、 、MITAインスティチュート・テックトークなどがあげられる。
また、進歩的なXプライズ財団の自動車イノベーション部門で新燃料テクノロジーや電気自動車開発などに携わる諮問委員会メンバーであり 、 MITAインスティチュート・ベンチャーファンドの顧問、 そして The Amazing Spider-Man（邦題『アメイジング・スパイダーマン』） Harry Potter and the Deathly Hallows: Part 2（邦題『ハリーポッターと死の秘宝：パート２』）などを制作した立体３D映画製作会社、 Gener8の顧問としても活躍している。
自家用操縦士ライセンスを持ち、最新の飛行機、ロケット、そして電気自動車などの開発とデザインに積極的に携わっている。

## 慈善活動
これまでに参加した慈善活動の中には、エンブリー・リドル航空大学の航空安全研究室及び図書館への援助の他、アメリカ創価大学（アリソ・ヴィエホ市）への特定の生徒に向けた奨学金の寄付、そして南アメリカの恵まれない子供のプライベート・スポンサーシップなどが含まれる。
LGBTに対する差別撤廃を目指すヒューマン・ライツ・キャンペーン（HRC）及び、国際的なユダヤ人関連団体の長年の補助メンバーでもある。